# La Flagellation du Christ (Titien)
Pour les articles homonymes, voir La Flagellation du Christ.
La Flagellation du Christ – en italien Cristo flagellato – est un tableau réalisé vers 1568 par le peintre italien Titien. De format vertical, cette huile sur toile est une peinture chrétienne qui représente à mi-corps devant un fond noir le Christ flagellé levant la tête vers le Ciel. L'œuvre est conservée à la Galerie Borghèse de Rome.